# Rhinobatos planiceps
Rhinobatos planiceps là một loài cá in the Rhinobatidae family. Nó được tìm thấy ở Chile, Ecuador, Peru, và có thể Nicaragua. Its natural habitats are open seas and biển nông.